# Том-де-Савуа
Том-де-Савуа (фр. Tomme de Savoie) — неварений пресований французький сир з коров'ячого молока.

## Історія
Сир відомий з XIII століття. Його виробляють в Савої та Верхній Савої.

## Виготовлення
Сир виробляється цілий рік і він має різні властивості, залежно від того, чим харчуються корови — сіном взимку або травою влітку. Для видалення вологи сир злегка пресують, завдяки чому він стає твердим та пружним, а також може довше зберігатися. Сир дозріває в підвалі протягом 10 тижнів.

## Опис
Головка сиру, покрита товстою сіро-коричневою скоринкою, має форму циліндра діаметром 18–30 см, висотою 5–8 см і вагою 1,5–3 кг. Скоринка неїстівна, має плями натуральної цвілі жовтого та червоного кольору. Том-де-Савуа відрізняється низькою жирністю — 20–45 %. М'якоть ніжна, пружна та злегка солонувата і має невеликі «очки». Сир має злегка «сирий» запах і смак з фруктовими та трав'яними тонами.
Том-де-Савуа подають разом із ковбасами, фруктами та хлібом. Найкраще він поєднується із Савойськими винами або винами Côtes de Beaune.